# Fasta Åland
Fasta Åland (in finlandese Manner-Ahvenanmaa o Ahvenanmanner) è la principale isola dell'arcipelago delle Åland, nella parte finlandese del mar Baltico. Amministrativamente appartiene alla regione autonoma finlandese delle Isole Åland, il cui capoluogo Mariehamn è situato sull'isola.

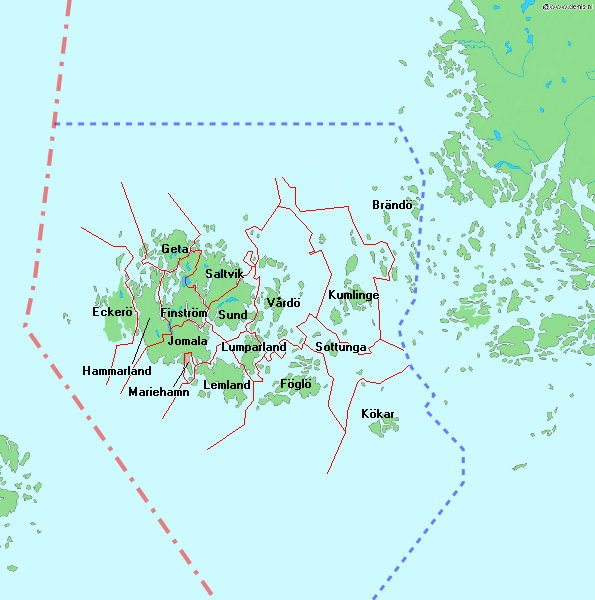
Suddivisione amministrativa delle Åland.

Il nome dell'isola, Fasta Åland, significa terra principale in svedese, sta ad indicare l'impronta svedese nella cultura e lingua, comuni all'intero arcipelago delle isole Åland.

## Geografia

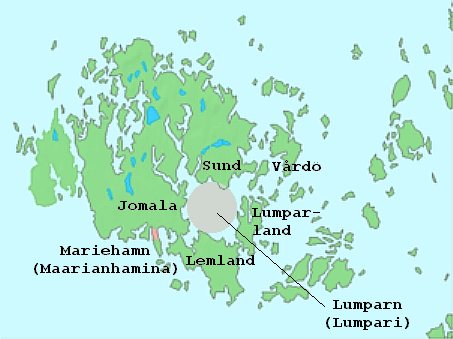
La baia di Lumparn.

Fasta Åland è la terza isola della Finlandia per estensione, la prima se si escludono le due isole interne Soisalo e Sääminginsalo, e rappresenta il 70% della superficie terrestre dell'arcipelago; ospita inoltre il 90% della popolazione della regione autonoma, per la maggior parte nel capoluogo Mariehamn. Oltre al capoluogo Mariehamn, il territorio dell'isola è diviso tra i comuni di Eckerö, Finström, Geta, Hammarland, Jomala, Lemland, Lumparland, Saltvik e Sund.
Fasta Åland in realtà consiste di tre o quattro grandi isole a seconda della definizione di isola che si vuole applicare: Eckerö è separata dall'isola principale dal canale Marsundet come Lumparland dal canale Lumparsund. Questi due sono relativamente stretti e collegati da ponti e strade rialzate. Anche Lemland è separata dall'isola principale dal canale Lemströms. Se non si contano Eckerö, Lemland, Lumparland e le isole minori, Fasta Åland ha una superficie di 685 km².
Con i suoi 129 m di altezza l'Orrdalsklint, situato nella parte nord orientale dell'isola, è il punto più alto di Fasta Åland e dell'intero arcipelago.
Lumparn, l'ampia baia che caratterizza la parte orientale dell'isola, è stata recentemente accreditata come un cratere da impatto provocato da un meteorite un miliardo di anni fa.

## Trasporti

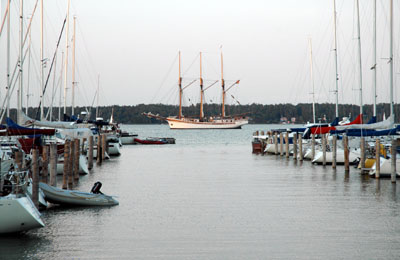
Il porto di Mariehamn.

La maggior parte delle isole Åland sono collegate tra di loro mediante ponti. A Mariehamn sorge il porto principale dell'arcipelago. Altri porti si trovano a Hummelvik e Långnäs.
Sempre a Mariehamn si trova l'unico aeroporto della regione.